# Platypalpus articulatoides
Platypalpus articulatoides is een vliegensoort uit de familie van de Hybotidae. De wetenschappelijke naam van de soort is voor het eerst geldig gepubliceerd in 1918 door Frey.